# Parlement du Canada
45e législature du Canada

Édifice du Centre
Le Parlement du Canada  est l'organe législatif agissant au niveau fédéral au Canada. Il est composé du monarque et de deux chambres : le Sénat et la Chambre des communes.
Le Parlement siège normalement dans l'édifice du Centre, sur la colline du Parlement, à Ottawa (Ontario). L'emplacement de la capitale canadienne fut choisi par la reine Victoria et ses conseillers en 1857 malgré la nomination d'autres villes mieux établies telles que Kingston, Québec et Montréal. Ce choix fut réalisé en raison de trois facteurs majeurs : la langue courante, la distance vis-à-vis de la frontière avec les États-Unis et son statut de point de commerce avec les peuples autochtones. En ce qui concerne la langue, Ottawa était placée entre la population majoritairement francophone du Canada-Est et la population majoritairement anglophone du Canada-Ouest. Ainsi, la capitale nationale, étant centrale, ne serait pas sujette à des disputes linguistiques. La distance entre la ville d'Ottawa et la frontière américaine fut un atout très important. Alors que la ville était entourée de forêts à l'époque, elle avait aussi accès à des cours d'eau importants, soit la rivière des Outaouais et le fleuve Saint-Laurent, qui firent en sorte qu'Ottawa puisse devenir un point de commerce.
Les plus importants parlementaires disposent de résidences officielles, situées soit à Ottawa ou dans la région de la capitale nationale : Rideau Hall, le 24, promenade Sussex, Rideau Cottage, Stornoway, La Ferme et la résidence du Lac-Mousseau. 

## Composition
Le Parlement canadien obéit aux règles du système de Westminster. Sa composition est inspirée de celle du Parlement du Royaume-Uni et, comme lui, il comprend le monarque et deux chambres : une chambre nommée, le Sénat, et une chambre élue, la Chambre des communes.

### Couronne
La place du roi du Canada au sein du processus législatif, appelé le Roi en Son Parlement, est régie par la Loi constitutionnelle de 1867 et diverses conventions constitutionnelles. Toutes les lois sont adoptées en son nom, comme en témoigne la formule de promulgation qui précède tout texte de loi :

« Sa Majesté, sur l'avis et avec le consentement du Sénat et de la Chambre des communes du Canada, édicte : »

Le roi est représenté au Canada par le gouverneur général du Canada, qui est désigné par le roi sur la recommandation du premier ministre du Canada. Ainsi, le gouverneur général est chargé de :
- Sanctionner les projets de loi adoptés par les chambres pour leur donner force de loi ;
- Convoquer et proroger le Parlement ;
- Lire, à l'ouverture de chaque session, le discours du Trône (écrit par le premier ministre) ;
- Dissoudre la Chambre des communes.

Toutefois, ni le roi ni le gouverneur général n'exercent de pouvoir direct : dans le respect du principe de responsabilité gouvernementale, le gouverneur général n'agit que sur conseil du premier ministre.

### Sénat

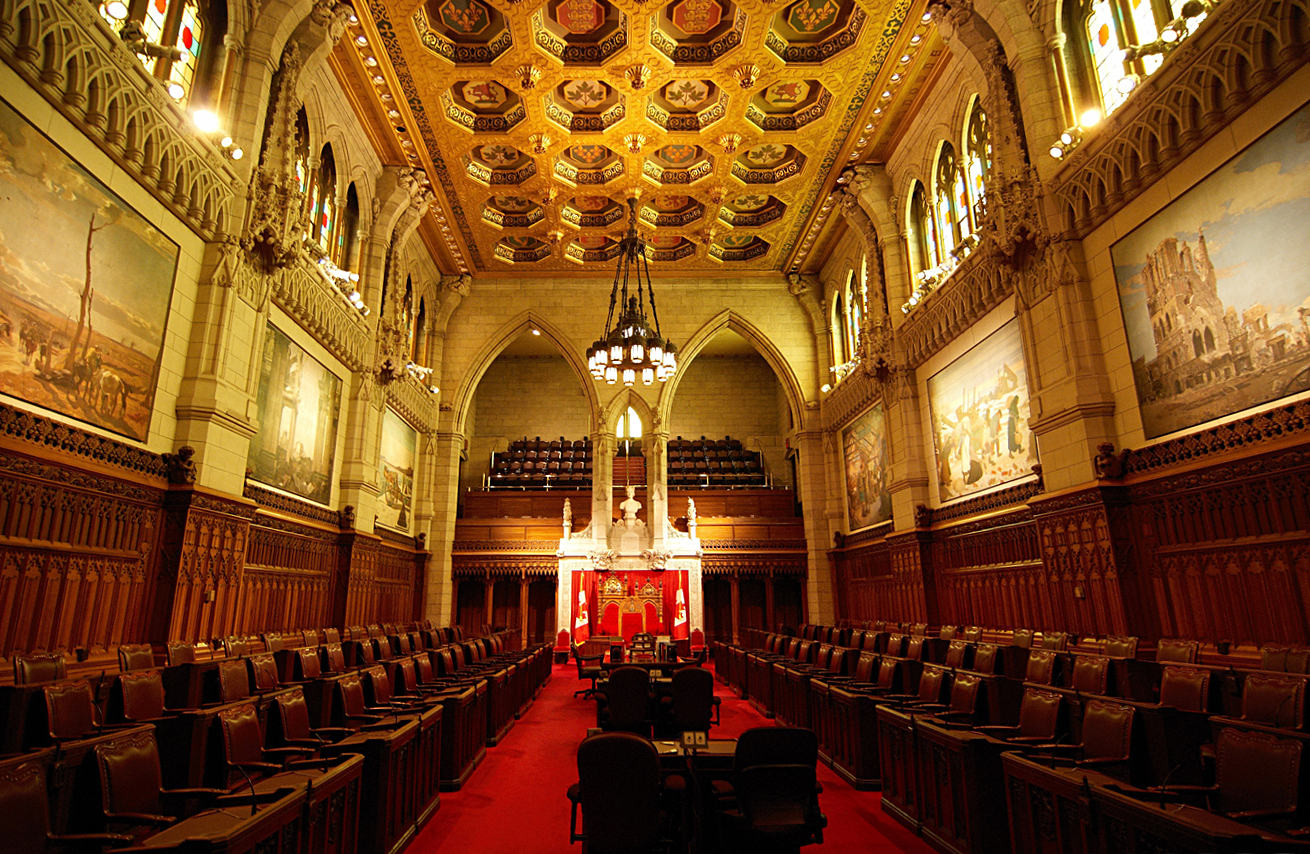
Le Sénat est tapissée de rouge, couleur dérivant de la Chambre des lords britannique.

Le Sénat est la chambre haute du Parlement. Son rôle est de représenter les provinces et territoires du Canada. Pour ce faire, la Constitution regroupe les provinces en quatre divisions avec un nombre égal de sénateurs :
- Vingt-quatre pour le Québec,
- Vingt-quatre pour l'Ontario,
- Vingt-quatre pour les provinces maritimes (dix pour la Nouvelle-Écosse, dix pour le Nouveau-Brunswick et quatre pour l'Île-du-Prince-Édouard),
- Vingt-quatre autres pour l'Ouest canadien (six pour chacun : Manitoba, Colombie-Britannique, Saskatchewan et Alberta).

Terre-Neuve-et-Labrador, qui ne devint une province canadienne qu'en 1949, ne fait partie d'aucune division, mais est représentée par six sénateurs. De plus, les trois territoires (Territoires du Nord-Ouest, Yukon et Nunavut) possèdent chacun un sénateur. Le Sénat est ainsi composé de 105 membres.
Les sénateurs sont nommés par le gouverneur général (sur conseil du premier ministre) jusqu'à ce qu'ils atteignent l'âge de 75 ans. Avant 1965, ils étaient nommés à vie.
La Constitution prévoit par ailleurs que le gouverneur général puisse nommer quatre ou huit sénateurs supplémentaires (dans le respect des quatre divisions). Ce pouvoir a été utilisé une seule fois dans toute l'histoire, sur l'avis du premier ministre Brian Mulroney en 1990, pour assurer l'adoption de la loi créant la taxe sur les produits et services (TPS).
| Province/Territoire       | Total | GSI | Conservateurs | GSC | GPS | Non affiliés | Vacants |
| ------------------------- | ----- | --- | ------------- | --- | --- | ------------ | ------- |
| Ontario                   | 24    | 14  | 1             | 4   | 3   | 2            | 0       |
| Québec                    | 24    | 11  | 3             | 3   | 5   | 2            | 0       |
| Nouvelle-Écosse           | 10    | 3   | 1             | 4   | 2   | 0            | 0       |
| Nouveau-Brunswick         | 10    | 6   | 1             | 2   | 0   | 1            | 0       |
| Territoires du Nord-Ouest | 1     | 0   | 0             | 0   | 1   | 0            | 0       |
| Manitoba                  | 6     | 0   | 0             | 1   | 0   | 4            | 1       |
| Colombie-Britannique      | 6     | 4   | 1             | 0   | 1   | 0            | 0       |
| Île-du-Prince-Édouard     | 4     | 1   | 0             | 2   | 1   | 0            | 0       |
| Yukon                     | 1     | 1   | 0             | 0   | 0   | 0            | 0       |
| Saskatchewan              | 6     | 1   | 1             | 2   | 2   | 0            | 0       |
| Alberta                   | 6     | 2   | 0             | 1   | 2   | 1            | 0       |
| Terre-Neuve-et-Labrador   | 6     | 1   | 3             | 0   | 1   | 1            | 0       |
| Nunavut                   | 1     | 1   | 0             | 0   | 0   | 0            | 0       |
| Total                     | 105   | 45  | 11            | 19  | 18  | 11           | 1       |

### Chambre des communes

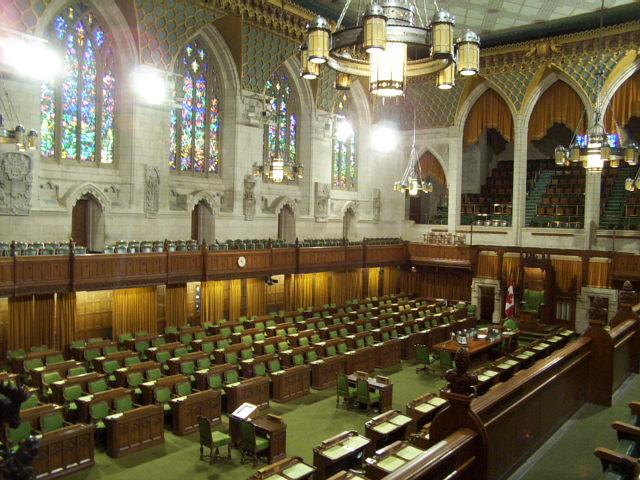
La Chambre des communes du Canada est tapissée de vert, couleur dérivant de la Chambre des communes britannique.

La Chambre des communes est la composante démocratique du Parlement : elle est constituée de députés élus au suffrage universel direct dans le cadre de circonscriptions uninominales. La Chambre des communes est élue pour au maximum quatre ans et peut être dissoute plus tôt par le gouverneur général, à la demande du premier ministre.
Le nombre de députés est ajusté après chaque recensement décennal. Il y a un député par territoire et chaque province se voit garantir un nombre de députés au moins égal à son nombre de sénateurs et au moins égal au nombre de députés qu'elle avait avant 1976 ou 1985. Le 27 juin 2022, le Directeur Général des Élections a établi que le nombre de sièges à la Chambre des communes devant être attribué à chaque province serait désormais et jusqu'en 2032 de 343. À l'issue des 45èmes élections du 28 avril 2025, le nombre de députés est donc passé de 338 à 343. 
Les députés sont communément appelés Members of Parliament ou MPs en anglais.

## Histoire

### Acte de l'Amérique du Nord britannique

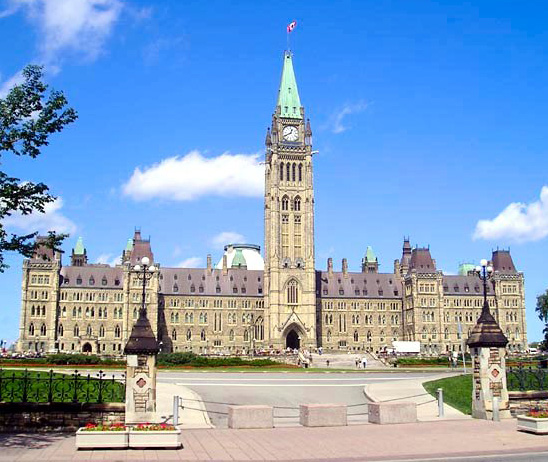
Édifice central du Parlement actuel, Ottawa.

Le Parlement fédéral est ouvert officiellement en 1867 avec l'union de la Province unie du Canada (Canada-Uni), de la Nouvelle-Écosse et du Nouveau-Brunswick en une seule entité, le Dominion du Canada. Le nouveau parlement ainsi créé est composé de la reine du Royaume-Uni (représentée par le gouverneur général), du Sénat et de la Chambre des communes.

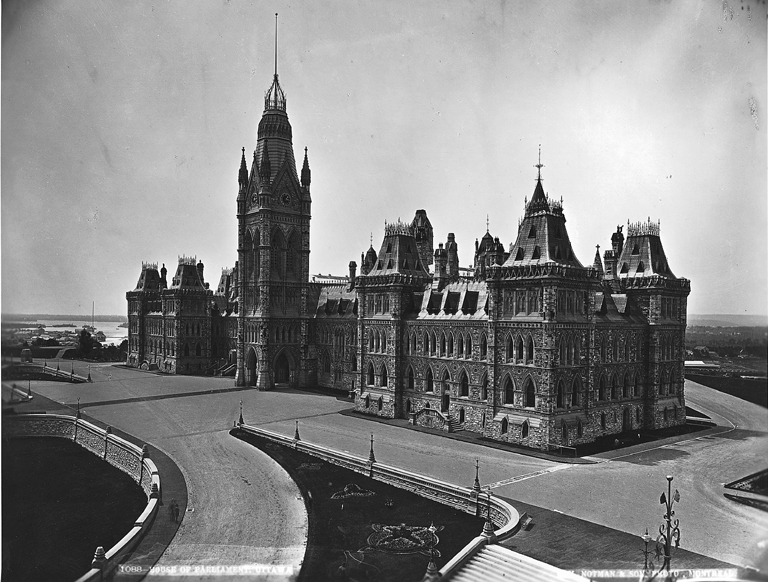
Édifices du parlement originels, vers 1878

Une influence importante fut la guerre de Sécession qui, venant de se terminer, indiquait pour plusieurs Canadiens les lacunes du système fédéral tel qu'il existait alors aux États-Unis. Conséquemment, le modèle consistant en plusieurs États forts, réunis par un gouvernement central plus faible, fut rejeté. L'Acte de l'Amérique du Nord britannique (depuis rebaptisé Loi constitutionnelle de 1867) limitait en effet les pouvoirs des provinces en spécifiant que toute compétence non explicitement reléguée au niveau provincial revenait de facto sous l'autorité du gouvernement fédéral.
Cependant, l'Acte de l'Amérique du Nord britannique ne signifie pas que le Canada était devenu un pays pleinement indépendant, le Canada n'étant encore qu'un dominion de l'Empire britannique où l'État fédéral n'était pas totalement souverain : la diplomatie et la gestion des affaires étrangères demeuraient sous la souveraineté de la Couronne britannique. De plus, aucun acte législatif canadien ne pouvait abroger une loi venant du Royaume-Uni. 

### Statut de Westminster
Le gouvernement britannique conserve ses prérogatives sur le dominion jusqu’au statut de Westminster de 1931, ratifié par le Parlement du Canada la même année. C'est véritablement cette loi qui libère le Canada de son manteau colonial en le faisant entrer dans le concert des pays indépendants, en même temps que d'autres pays de l'Empire tels que l'Australie, la Nouvelle-Zélande et l'Afrique du Sud. Cette loi permettait désormais au Parlement canadien d'amender ou de rejeter les lois britanniques (uniquement au Canada). Cependant, il ne permettait pas au Canada de modifier sa constitution, incluant l'Acte d'Amérique du Nord britannique (et les autres lois constitutionnelles l'amendant). Le Parlement canadien devait demander au Parlement du Royaume-Uni de voter tout amendement à la Constitution canadienne. Le Parlement britannique ne le faisait que lorsqu'une demande était déposé par le Canada.
Des pouvoirs limités d'amendement à la Constitution furent accordés par un acte du Parlement britannique en 1949, date de l'entrée de Terre-Neuve dans la fédération. Il n'était cependant toujours pas possible de changer fondamentalement la Constitution canadienne, une loi britannique. Impossible, par exemple, de rediviser le partage des compétences entre le parlement fédéral et ceux des provinces ou le statut du français et de l'anglais.

### Loi sur le Canada
La dernière demande d'amendement constitutionnel de la part du Parlement du Canada au Parlement britannique fut en 1982, avec la requête puis l'adoption de la loi de 1982 sur le Canada. La loi fut sanctionnée sur la colline du Parlement par Sa Majesté Élisabeth II le 17 avril 1982. Celle-ci mettait fin aux derniers liens juridiques entre les deux pays, en supprimant la possibilité pour le Parlement britannique de voter des lois pour le Canada avec le consentement du Parlement de celui-ci.
Le rapatriement de la Constitution canadienne fut l'objet de longs débats entre le gouvernement fédéral et les provinces, ces dernières ne voulant pas voir leur pouvoir s'effriter au profit du gouvernement central. De nombreuses tractations eurent lieu pour finalement aboutir à une entente entre le premier ministre canadien Pierre Elliott Trudeau et l'ensemble des premiers ministres provinciaux, à l'exception du Québec, écarté des négociations à la toute dernière minute. La nuit où se déroula ces événements fut symboliquement appelée la nuit des Longs Couteaux, en référence à la nuit des Longs Couteaux allemande, survenue en 1934, durant laquelle des personnes menaçant le statut politique d'Adolf Hitler ont été écartés des hautes sphères du Parti nazi. Le Québec est donc la seule province à n'avoir pas signé la Constitution canadienne même si, de par sa présence à l'intérieur de la fédération canadienne, son application y a force de loi tout autant qu'ailleurs au Canada.
La plupart des amendements nécessitent actuellement le consentement du Sénat canadien, de la Chambre des Communes canadienne et des deux tiers des assemblées législatives des provinces représentant une majorité (50 % + 1) de la population canadienne. Le consentement unanime des assemblées législatives provinciales est requis pour certains amendements, qui concernent notamment la reine, le gouverneur général, les lieutenants-gouverneurs provinciaux, les positions officielles des langues anglaise et française, la Cour suprême du Canada et les formules d'amendements elles-mêmes.